# Mickaël Robin
Mickaël Robin (28 de mayo de 1985, Estrasburgo, Francia) es un exjugador de balonmano francés que jugaba de portero. Su último equipo fue el Saint-Raphaël VHB. Jugó en el FC Barcelona.
Aunque nunca ha sido seleccionado con la selección de balonmano de Francia, disputó los Juegos Mediterráneos de 2009 perdiendo en la final contra Serbia.

## Carrera
Nació en Estrasburgo de una familia repleta de jugadores de balonmano, sus padres y su hermano mayor eran jugadores, y Mickaël empezó a jugar a los 5 años. Con 16 años fue al filial del Sélestat Alsace HB, donde en el 2001 debutaría con el primer equipo, permaneciendo allí hasta el 2008.
Luego estuvo dos años con el Chambéry Savoie Handball y en 2010 ficharía por el Montpellier HB. Con el Montpellier fue una historia de más a menos, disputando bastante minutos los primeros años, pero con la vuelta de Thierry Omeyer en la temporada 2013-2014, se ve relegado a ser el tercer portero. El 6 de febrero de 2014, se anunció que fichaba por el Cesson-Rennes MHB, pero su marcha del Montpellier se aceleró para fichar por el FC Barcelona el día 19, para sustituir al lesionado Arpad Šterbik.

## Equipos
- Sélestat Alsace HB (2001-2008)
- Chambéry Savoie Handball (2008-2010)
- Montpellier HB (2010-2014)
- FC Barcelona (2014)
- Cesson-Rennes MHB (2014-2016)
- US Créteil HB (2016-2021)
- HBC Nantes (2021-2022)
- Saint-Raphaël VHB (2022-2024)

## Palmarés

### Montpellier HB
- Liga Francesa (2): (2011 y 2012)
- Copa de Francia (2): (2012 y 2013)
- Copa de la Liga de Francia (3): (2010, 2011 y 2012)
- Supercopa de Francia (2): 2010-2011, 2011-2012

### FC Barcelona
- Liga ASOBAL (1): (2014)

### Nantes
- Copa de la Liga de balonmano (1): 2022

### Selección nacional

#### Juegos Mediterráneos
- Medalla de plata en los Juegos Mediterráneos de 2009

### Consideraciones personales
- Elegido mejor portero de la Liga de Francia (2010)